# Jody Reynolds
Pour les articles homonymes, voir Reynolds.
Jody Reynolds (3 décembre 1932 à Denver aux États-Unis - 7 novembre 2008) était un chanteur de rockabilly.

## Son importance
Quoiqu'il soit aujourd'hui peu connu du grand public, n'ayant enregistré que des singles, il reste important dans l'histoire du rock pour au moins deux raisons. La première tient au succès considérable de son single Endless Sleep, qui se vend à plus d'un million d'exemplaires en 1958, et que reprennent des légendes du rockabilly tel que Vince Taylor. La seconde, c'est la reprise (en 1982) par le groupe Gun Club d'un autre morceau, The Fire of Love, qui donne également son titre à leur premier album. La reprise devient un incontournable du répertoire du groupe.

## Son œuvre
Aujourd'hui regroupés sur diverses compilations, les singles de Jody Reynolds s'imposent par leur élégante noirceur, qui font du chanteur le maître d'un rockabilly "gothique" (sans doute la raison pour laquelle l'originale de Fire of Love figure sur les compilations Born Bad, consacrées en théorie aux reprises des Cramps). Les textes racontent généralement des histoires morbides, comme celle du morceau Endless Sleep où un amoureux est appelé par sa compagne à la rejoindre dans la mort... Les mélodies mineures se greffent sur les canevas traditionnels du rockabilly, mais c'est surtout la production qui frappe l'auditeur par sa modernité : la guitare à la sonorité très basse, très en avant sur des morceaux comme Raven Hair ou A Tear for Jessie évoque - mutatis mutandis - les groupes gothiques de la période new-wave. Elégance et sobriété en plus.
Jody Reynolds a continué à se produire ponctuellement sur scène. Il est mort en novembre 2008 d'un cancer. En 1999, on lui a attribué une étoile sur le trottoir de Palm Springs, entre celles d'Elvis Presley et de Ricky Nelson. Une place qui lui revenait naturellement.